# Castelserás
Castelserás é um município da Espanha na província de Teruel, comunidade autónoma de Aragão. Tem 31,16 km² de área e em 2021 tinha 789 habitantes (densidade: 25,3 hab./km²).

## Demografia
| Variação demográfica do município entre 1991 e 2004 | Variação demográfica do município entre 1991 e 2004 | Variação demográfica do município entre 1991 e 2004 | Variação demográfica do município entre 1991 e 2004 |
| --------------------------------------------------- | --------------------------------------------------- | --------------------------------------------------- | --------------------------------------------------- |
| 1991                                                | 1996                                                | 2001                                                | 2004                                                |
| 938                                                 | 873                                                 | 824                                                 | 818                                                 |